# Lobova Balka
Lobova Balka - Лобова Балка (rus) - és un khútor del krai de Krasnodar, a Rússia. Es troba a la vora del riu Lobova Balka, un petit afluent del Kavalerka, a 18 km al nord-est de Krílovskaia i a 174 km al nord-est de Krasnodar, la capital.
Pertany al municipi de Novopaixkóvskaia.